# Win Myint
Win Myint est un nom birman ; les principes des noms et prénoms ne s'appliquent pas ; U et Daw sont des titres de respect.
Ne doit pas être confondu avec Myint Swe.
Win Myint (birman : ဝင်းမြင့် [wɪ́ɴ mjɪ̰ɴ]), né le 8 novembre 1951, est un homme d'État birman. Membre de la Ligue nationale pour la démocratie (LND) d’Aung San Suu Kyi, il est président de la République du 30 mars 2018 au 1er février 2021, date de son renversement par un coup d’État des forces armées birmanes.

## Biographie
Avocat de formation, il combat la junte militaire à partir de 1988.
À partir de 2015, il exerce le mandat président de la Chambre des représentants, ou chambre basse de l'Assemblée de l'Union.
Proche d'Aung San Suu Kyi, présidente de la LND, il est élu président de la République le 28 mars 2018, par 403 députés sur 626 suffrages exprimés, face à deux autres candidats ; il succède ainsi à Htin Kyaw, lui aussi proche de Suu Kyi et démissionnaire pour raisons de santé. Même si son pouvoir reste largement honorifique, il a l'avantage sur son prédécesseur de la longue expérience politique, acquise dans l'opposition de 1988 à 2015.
Le 1er février 2021, il est arrêté par l'armée dans le cadre d'un coup d'État.